# Les Grandes Ondes (à l'ouest)
Les Grandes Ondes (à l'ouest) és una pel·lícula suïssa dirigida per Lionel Baier, estrenada a Suïssa l'any 2013.

## Argument
Al començament de 1974, després de pressions polítiques, el director de la Ràdio Suïssa Romande es veu forçat a passar per l'antena programes consensuats. Per fer això, envia tres persones a Portugal encarregades de fer un reportatge dedicat a l'ajuda aportada per Suïssa per al desenvolupament econòmic del país. Res no passa com estava previst i a més de l'equip suís i el seu traductor quedaren atrapats en la Revolució dels Clavells.

## Repartiment
- Valérie Donzelli: Julie, la periodista de ràdio
- Michel Vuillermoz: Cauvin, el periodista de ràdio
- Patrick Lapp: Bob, el periodista de ràdio
- Francisco Belard: Pelé, el jove traductor portuguès fan de Pagnol
- Jean-Stéphane Bron: Philippe de Roulet, el cap de la ràdio suïssa
- Paul Riniker: el conseller federal suís
- Patricia André: Analea, la jove revolucionària portuguesa
- Adrien Barazzone: Bertrand
- Carlos Sebastião: el director d'escola
- José Eduardo: el director de l'estació de depuració
- Ursula Meier: la periodista belga
- Lionel Baier: el periodista belga
- Frédéric Mermoud: el periodista belga

## Premis i nominacions
Premis
- Trofeus francòfons del cinema 2014: Trofeu francòfon de la realització

Nominacions i seleccions
- Festival de Palm Springs 2014: selecció « World Cinema Now»
- 18a Trobades del cinema francès a Beaujolais: Premi del jurat d'espectadors,[2] · [3]